# Brits honkbalteam
Het honkbalteam van het Verenigd Koninkrijk of kortweg het Brits honkbalteam is het nationale honkbalteam van het Verenigd Koninkrijk. Het team vertegenwoordigt het land tijdens internationale wedstrijden. Noord-Ierse honkballers worden niet door het honkbalteam van het Verenigd Koninkrijk vertegenwoordigd, maar door het Iers honkbalteam.
Het honkbalteam is lid van de Europese Honkbalfederatie (CEB), de continentale bond voor Europa van de International Baseball Federation (IBAF). 
In 1938 werd het Brits honkbalteam de eerste 'wereldkampioen' door de Verenigde Staten met 4-1 te kloppen in een best-of-seven-serie, nog voordat de IBAF werd opgericht. Dit was ook enige deelname van de Britten aan een WK honkbal tot aan het WK van 2009. Het kreeg op het WK van 2011 met Nederland een Europese opvolger.

## Kampioenschappen

### Wereldkampioenschap
Het Verenigd Koninkrijk nam tweemaal deel aan de wereldkampioenschappen.
| Editie    | 1938 | 2009 |
| Prestatie | Goud | 15e  |

### Europees kampioenschap
Het Verenigd Koninkrijk nam zeventien keer deel aan het Europees kampioenschap, de tweede plaats (in 1967, 2007 en 2023) is de hoogst behaalde klassering.
| Editie    | 1967   | 1971 | 1989 | 1991 | 1997 | 1999 | 2001 | 2003 | 2005 | 2007   | 2010 | 2012 | 2014 | 2016 | 2019 | 2021 | 2023   |
| Prestatie | Zilver | 7e   | 7e   | 8e   | 9e   | 9e   | 10e  | 9e   | 7e   | Zilver | 8e   | 11e  | 9e   | 9e   | 9e   | 6e   | Zilver |

### World Baseball Classic
Het Britse team nam deel aan de kwalificatie voor de World Baseball Classic in 2017, ze plaatste zich niet. Voor de editie van 2023 wist het land zich wel te kwalificeren, het werd 14e en plaatste zich zo ook voor 2026.
| Editie    | 2006 | 2009 | 2013 | 2017 | 2023 | 2026 |
| Prestatie | -    | -    | -    | *    | 14e  |      |

- = geen deelname

* = niet gekwalificeerd